# System Lorenza
System Lorenza – wykorzystujący fale radiowe najstarszy system lądowania samolotów według wskazań przyrządów w warunkach złej widoczności, opracowany w Niemczech na początku lat trzydziestych XX w.

## Opis systemu
Sercem systemu były dwie anteny kierunkowe emitujące dwie szerokie wiązki fal radiowych, nakładające się na siebie wzdłuż środka pasa lądowania. Anteny były na przemian podłączane do nadajnika, który emitował sygnały alfabetu Morse’a. Powodowało to, że jedna nadawała tylko kreski, a druga tylko kropki tego alfabetu. Nakładające się pośrodku pasa lądowania sygnały tworzyły wąski obszar sygnału ciągłego, który mógł być odebrany przy pomocy odpowiedniej aparatury i stanowił wskazówkę dla pilota przy lądowaniu. W systemie Lorenza wykorzystywano częstotliwości od 28 do 35 MHz.

## Stosowanie systemu
Procedura lądowania przy wykorzystaniu systemu Lorenza rozpoczynała się od nastawienia znajdującego się w samolocie odbiornika na właściwą częstotliwość. Następowało to około 26-32 km od lotniska docelowego. Jeżeli pilot był w zasięgu nadajnika, mógł usłyszeć trzy rodzaje sygnałów: kreski, kropki lub sygnał ciągły. Jeżeli słyszał kropki znaczyło to, że znajduje się na lewo od pasa lotniska i musi skręcić w prawo. W przypadku, gdy słyszał kreski sytuacja była odwrotna i trzeba było skręcić w lewo. W wyniku korekt kursu pilot osiągał strefę ciągłego sygnału i podążał za nią w kierunku lotniska. W miarę zbliżania się strefa ta stawała się coraz węższa, aż w końcu była węższa niż pas lądowania.